# Самјуел Колт
Самјуел Колт (енгл. Samuel Colt; Хартфорд, 19. јул 1814 — Хартфорд, 10. јануар 1862), амерички проналазач који је направио револвер и основао компанију Колт.

## Биографија
Колт је 1836. патентирао револвер на добош (Колт Патерсон) чија је производња, због неуспеха, обустављена 1842. После тога посветио се развоју подводне батерије, подводних експлозивних мина за одбрану обале и подводне телеграфије. Иако први револвери нису донели профит, Колтов патент дао му је монопол у производњи револвера на америчком тржишту. Ситуација се поправила 1847. када су Тексашки ренџери наручили 1.000 комада његовог револвера Колт Вокер током америчког рата са Мексиком. Касније, његови револвери Колт модел 1860 масовно су коришћени у Америчком грађанском рату и насељавању Дивљег запада. Умро је 1862. као један од најбогатијих људи у САД.